# Lamb (film 2015 Stati Uniti)
Lamb è un film del 2015 diretto da Ross Partridge.
Pellicola drammatica statunitense tratta dal romanzo omonimo di Bonnie Nadzam, ha come protagonisti Ross Partridge, Oona Laurence, Jess Weixler e Tom Bower.
Il film è stato presentato in anteprima mondiale al festival cinematografico SXSW il 14 marzo 2015. Il film è uscito negli USA l'8 gennaio 2016, mentre in Italia è stato presentato al 33° Torino Film Festival.

## Trama
Dopo il divorzio dalla moglie, David deve fare i conti anche con la morte del padre. Quando tutto sembra andare a rotoli, l'uomo incontra in un parcheggio la ragazzina problematica Tommie e decide di portarla con sé in un viaggio sulle Montagne Rocciose. Così, in una natura aspra e spettacolare, le vite dei due finiranno per intrecciarsi.

## Accoglienza

### Critica
Lamb ha ricevuto recensioni positive dalla critica. Ha raggiunto l'86% sul sito Rotten Tomatoes sulla base di 7 recensioni. Su Metacritic il film ha ottenuto un punteggio di 64 su 100, basato su 6 recensioni.